# أحمد الأسدي
أحمد جاسم الأسدي وزير العمل الحالي و نائب في البرلمان العراقي والمتحدث الرسمي أو الناطق الرسمي باسم هيئة الحشد الشعبي سابقا يشغل الآن الناطق الرسمي باسم ائتلاف الفتح.، يشغل منصب الامين العام للحركة الإسلامية في العراق وقائد إحدى تشكيلات الحشد الشعبي (كتائب جند الامام)، شغل منصب مستشارا للمصالحة الوطنية في رئاسة الوزراء العراقية سابقاً. وفي 25 شباط سنة 2021 قالت جريدة الكارديان إن "أربعة أشخاص من سدني وكندا اُتُهموا لمحاولتهم زعماً أن يبتزوا سياسياً عراقياً كبيراً بعشرة ملايين دولار، واستهدفوا عائلته وهو ذو جنسيتين عراقية وأسترالية يقضي أكثر وقته في العراق، يُعتقد أن اعتداءات حدثت في كانون الأول سنة 2019 على عائلته وذكرت وسيلة إعلامية أن اسم النائب البرلماني هو أحمد الأسدي الشخصية الرفيعة في الحشد الشعبي، ولم تؤكد الشرطة هوية الرجل".